# Heuqueville (Senna Marittima)
Heuqueville è un comune francese di 662 abitanti situato nel dipartimento della Senna Marittima nella regione della Normandia.

## Società

### Evoluzione demografica
Abitanti censiti